# روجا سلوامانی
روجا سلوامانی (به انگلیسی: Roja Selvamani) (زاده ۱۷ نوامبر ۱۹۷۲) بازیگر و سیاستمدار هندی است.
از کارهای معروف او می‌توان به بازی در فیلم‌های ساگونی، سلطان، پاراما ویرا چاکرا، ویرا و آنامایا اشاره کرد.